# آلخاندرو گونزالس (تنیس‌باز)
 آلخاندرو گونسالس (اسپانیایی: Alejandro González‎؛ زاده ۷ فوریهٔ ۱۹۸۹) یک تنیس‌باز اهل کلمبیا است.